# Serie Mundial de 2008
La Serie Mundial de 2008 se disputó desde el 22 al 29 de octubre entre las novenas de los Philadelphia Phillies  y los Tampa Bay Rays. En la temporada regular, ambos equipos ganaron la División Este de sus respectivas ligas por unos pocos juegos adelante del segundo lugar. La Serie Mundial fue ganada por los Phillies en cinco juegos, logrando así el segundo título de su historia de 126 años en las Grandes Ligas. Por su parte, los Rays, llegaron a un fin de año espectacular en sus once años en la Gran Carpa. La Serie se caracterizó por la mínima diferencia en el marcador, pues apenas el cuarto juego tuvo un resultado mayor de tres carreras. 
Como un hecho sin precedentes en la historia del béisbol profesional estadounidense, el quinto encuentro fue suspendido con marcador igualado, debido al mal tiempo en el terreno de juego, y reanudado dos días después, el cual concluyó el campeonato con la victoria del equipo de Filadelfia. Nunca antes se había suspendido un juego de la serie final de postemporada por motivo de lluvia.

## Equipos

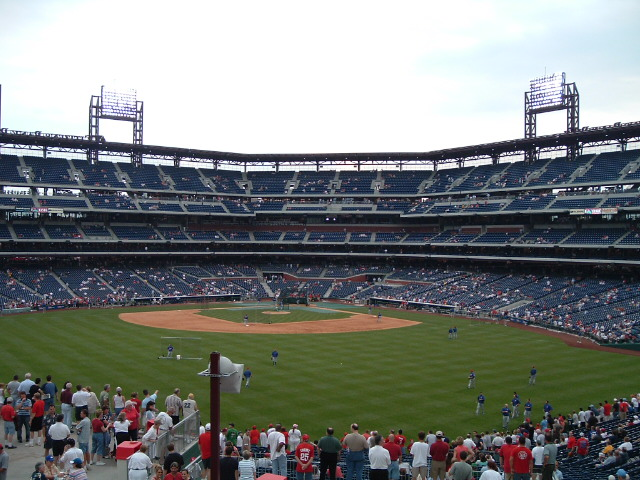
Citizens Bank Park, sede de los Phillies.

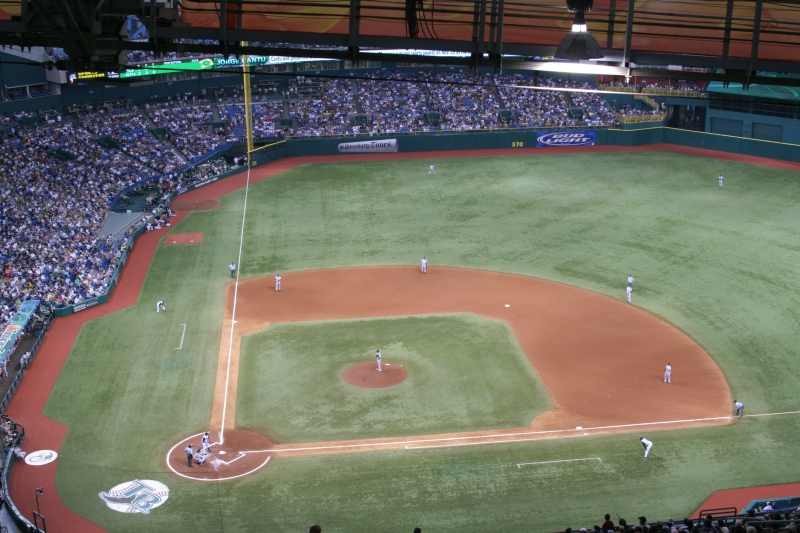
Tropicana Field, hogar de los Rays.

Los Phillies llegaron al clásico de otoño después de amarrar el banderín de la División Este de la Liga Nacional, apenas tres juegos arriba de los New York Mets. En postemporada, dejaron atrás a los Milwaukee Brewers en 4 juegos (3–1), y a Los Angeles Dodgers por la final de la liga (4–1). Tampa Bay, por su parte, terminó llevándose el título de la Liga Americana al batir, en siete juegos, a los Boston Red Sox, quienes llegaron a empatar la serie final a 3 juegos por bando después de estar en desventaja 1–3. Los Rays tuvieron un final de temporada regular exitoso  al ganar el título de la División Este,  soportando el asedio de los mismos Red Sox que acabaron a dos juegos de distancia y que se adjudicaron el Wild Card. Su primer escollo en la Serie Divisional fueron los Chicago White Sox, eliminados en cuatro juegos (3–1).
Los Phillies, la franquicia más antigua en las mayores, no llegaban a una Serie Mundial desde 1993, la cual perdieron frente a los Toronto Blue Jays.  Antes de iniciar los juegos definitorios, se especuló que la temprana victoria en  la liga sería un factor determinante frente al ganador de la  Liga Americana por el largo tiempo de espera y de inactividad en el terreno de juego. Por otro lado, los Rays, equipo con apenas once años en las Grandes Ligas, llegaron a su primer clásico a pesar de los pronósticos desfavorables que cederían su ímpetu al final de la temporada regular. Ambos equipos fueron dirigidos por los carismáticos managers Joe Maddon (Tampa Bay) y Charlie Manuel (Philadelphia). Como denominador común, las dos franquicias no tenían un historial precisamente victorioso: los Phillies arribaron como el equipo con más derrotas en la historia de las mayores; los Rays, por su parte, habían ocupado la última posición en su División desde su arribo a la Gran Carpa, con excepción de una temporada (2004).

### Desempeño en la postemporada
|  | Serie Divisional | Serie Divisional      | Serie Divisional       |   |                | Campeonato de la Liga | Campeonato de la Liga | Campeonato de la Liga |  |  | Serie Mundial | Serie Mundial  | Serie Mundial |
|  |                  |                       |                        |   |                |                       |                       |                       |  |  |               |                |               |
|  | 1                | Ángeles de Anaheim    | 1                      |   |                |                       |                       |                       |  |  |               |                |               |
|  | 4                | Boston Red Sox        | 3                      |   |                |                       |                       |                       |  |  |               |                |               |
|  | 4                | Boston Red Sox        | 3                      |   | 4              | Boston Red Sox        | 3                     |                       |  |  |               |                |               |
|  | Liga Americana   |                       |                        |   | 4              | Boston Red Sox        | 3                     |                       |  |  |               |                |               |
|  |                  | 2                     | Tampa Bay Rays         | 4 |                |                       |                       |                       |  |  |               |                |               |
|  | 2                | 2                     | Tampa Bay Rays         | 4 | Tampa Bay Rays | 3                     |                       |                       |  |  |               |                |               |
|  | 2                |                       |                        |   | Tampa Bay Rays | 3                     |                       |                       |  |  |               |                |               |
|  | 3                | Chicago White Sox     | 1                      |   |                |                       |                       |                       |  |  |               |                |               |
|  |                  |                       |                        |   |                |                       |                       |                       |  |  | AL2           | Tampa Bay Rays | 1             |
|  |                  | NL2                   | 'Philadelphia Phillies | 4 |                |                       |                       |                       |  |  |               |                |               |
|  | 1                | Chicago Cubs          | 0                      |   |                |                       |                       |                       |  |  |               |                |               |
|  | 2                | Los Angeles Dodgers   | 3                      |   |                |                       |                       |                       |  |  |               |                |               |
|  | 2                | Los Angeles Dodgers   | 3                      |   | 3              | Los Angeles Dodgers   | 1                     |                       |  |  |               |                |               |
|  | Liga Nacional    |                       |                        |   | 3              | Los Angeles Dodgers   | 1                     |                       |  |  |               |                |               |
|  |                  |                       | Philadelphia Phillies  | 4 |                |                       |                       |                       |  |  |               |                |               |
|  | 2                | Philadelphia Phillies | Philadelphia Phillies  | 4 | 3              |                       |                       |                       |  |  |               |                |               |
|  | 2                | Philadelphia Phillies |                        |   | 3              |                       |                       |                       |  |  |               |                |               |
|  | 4                | Milwaukee Brewers     | 1                      |   |                |                       |                       |                       |  |  |               |                |               |

|                                                               |
| Campeón de las Grandes Ligas Philadelphia Phillies 2.º título |

## Transmisión televisiva internacional
La organización de las Grandes Ligas transmitió el evento por televisión a 229 países en trece diferentes lenguas alrededor del mundo. Las cadenas encargadas de su emisión incluyeron a Fox Sports y ESPN, con presentadores y locutores de radio provenientes de República Dominicana, Japón, México, Panamá, Singapur y Venezuela. El primer juego tuvo una cuota de pantalla de 9.2 en los Estados Unidos que lo convirtió en el evento más visto en la noche de ese día.

## Desarrollo

### Juego 1
- Día: 22 de octubre
- Estadio: Tropicana Field
- Lugar: St. Petesburg, Florida
- Asistencia: 40.783

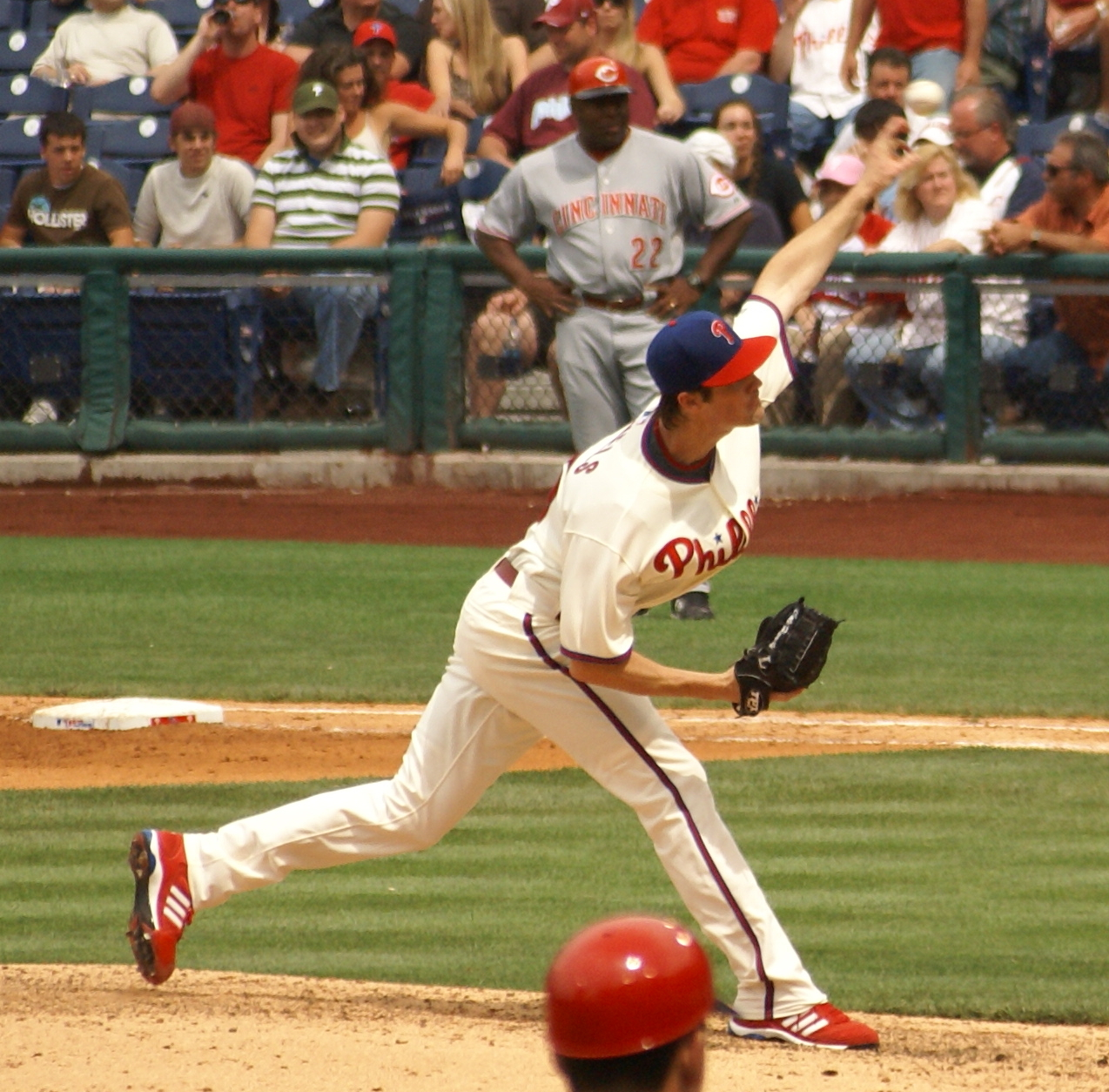
Cole Hamels.

- Umpires:  HP - Tim Welke, 1B - Kerwin Danley, 2B - Fieldin Culbreth, 3B - Tom Hallion

| Equipo                                                                           | 1 | 2 | 3 | 4 | 5 | 6 | 7 | 8 | 9 | C | H | E |
| -------------------------------------------------------------------------------- | - | - | - | - | - | - | - | - | - | - | - | - |
| Philadelphia                                                                     | 2 | 0 | 0 | 1 | 0 | 0 | 0 | 0 | 0 | 3 | 8 | 1 |
| Tampa Bay                                                                        | 0 | 0 | 0 | 1 | 1 | 0 | 0 | 0 | 0 | 2 | 5 | 1 |
| G: Cole Hamels (1–0) P: Scott Kazmir (0–1) S: Brad Lidge (1) HR: Chase Utley (1) |   |   |   |   |   |   |   |   |   |   |   |   |

En la primera entrada los Phillies se adelantaron en el marcador (2–0) cuando Chase Utley consiguió un home run con Jayson Werth en base, frente al lanzador abridor de los Rays Scott Kazmir. En el segundo episodio, nuevamente los Phillies amenazaron con anotar con las bases llenas, pero Shane Victorino fue puesto fuera en el home por el jardinero central B.J. Upton. En la parte baja del tercer inning los Rays lograron tener las bases congestionadas; sin embargo, B.J. Upton provocó un double play para frustrar la ofensiva. En el episodio cuatro los Phillies consiguieron la tercera carrera cuando Carlos Ruiz falló con un roletazo al campocorto e impulsó a Shane Victorino, anclado en tercera. En esa misma entrada los Rays lograron su primera anotación con cuadrangular de Carl Crawford, frente al lanzador abridor de Philadelphia Cole Hamels. En el quinto episodio los Rays acortaron la distancia (2–3) con anotación de Jason Bartlett desde segunda base, impulsado por un doble de Akinori Iwamura. En el séptimo, el manager de Tampa Bay  remplazó al lanzador Kazmir (que logró cuatro ponches y admitió 6 hits) por J.P. Howell. Por Philadelphia, Hamels (5 ponches, 5 hits) fue sustituido en el octavo inning por Ryan Madson. En la parte baja de la última entrada, fue incorporado el cerrador Brad Lidge (dos ponches) y salvó el juego para los Phillies.

### Juego 2
- Día: 23 de octubre
- Estadio: Tropicana Field
- Lugar: St. Petesburg, Florida
- Asistencia: 40.843

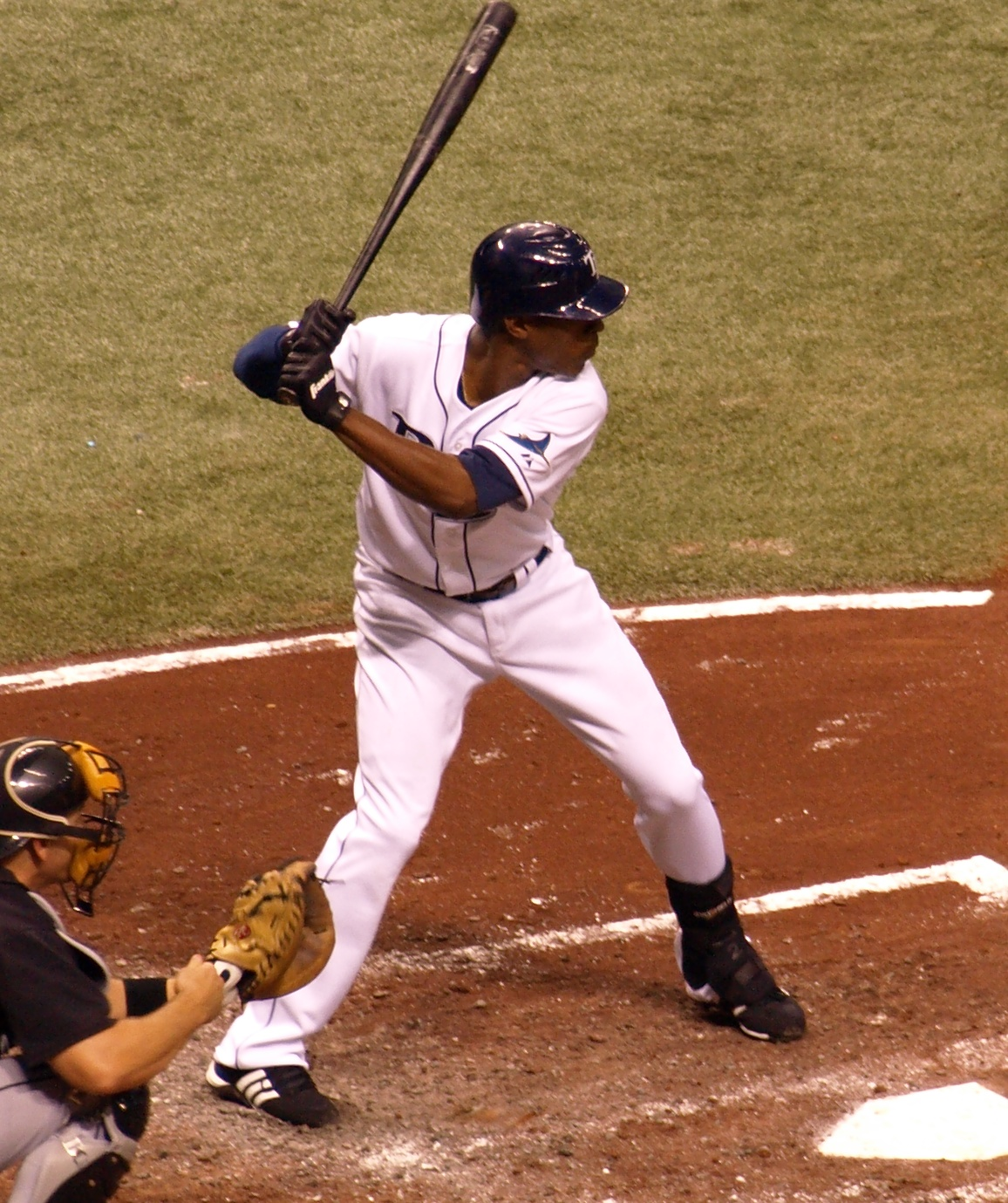
B.J. Upton.

- Umpires: HP - Kerwin Danley, 1B - Fieldin Culbreth, 2B - Tom Hallion, 3B - Jeff Kellogg

| Equipo                                                             | 1 | 2 | 3 | 4 | 5 | 6 | 7 | 8 | 9 | C | H | E |
| ------------------------------------------------------------------ | - | - | - | - | - | - | - | - | - | - | - | - |
| Philadelphia                                                       | 0 | 0 | 0 | 0 | 0 | 0 | 0 | 1 | 1 | 2 | 9 | 2 |
| Tampa Bay                                                          | 2 | 1 | 0 | 1 | 0 | 0 | 0 | 0 | x | 4 | 7 | 1 |
| G: James Shields (1–0) P: Brett Myers (0–1) HR: Eric Bruntlett (1) |   |   |   |   |   |   |   |   |   |   |   |   |

Tampa Bay se puso adelante en el marcador (2–0) en la parte baja de la primera entrada con roletazos consecutivos dentro del cuadro de Carlos Peña y Evan Longoria impulsando a Iwamura y Upton. El siguiente inning, Upton bateó un sencillo al jardín derecho empujando a Dioner Navarro para la tercera carrera; Rocco Baldelli intentó llegar al plato pero fue puesto fuera por el receptor Carlos Ruiz con asistencia de Jayson Werth. La cuarta anotación llegó en el  episodio cuatro cuando Jason Bartlett bateó de sacrificio con Cliff Floyd en tercera base. Con todo, el lanzador abridor de los Phillies, Brett Myers (7 hits, 2 ponches, 3 carreras limpias admitidas) fue sustituido en el octavo inning por J.C. Romero. Philadelphia anotó su primera carrera en el mismo octavo episodio con cuadrangular solitario de Eric Bruntlett, y la segunda cuando  en la parte alta del noveno, Carlos Ruiz llegó al home impulsado por Jayson Werth que se embasó por error del tercera base Longoria. El pitcher ganador fue  James Shields (7 hits, 0 carreras admitidas y cuatro ponches) quien silenció por 5 entradas y 2/3 a la ofensiva de Philadelphia que dejó a once hombres en base en el juego.

### Juego 3
- Día: 25 de octubre
- Estadio: Citizens Bank Park
- Lugar: Filadelfia, Pensilvania
- Asistencia:  45.900

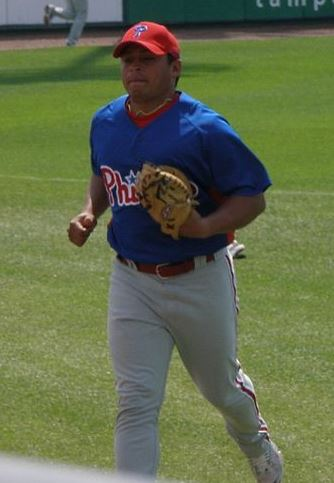
Carlos Ruiz.

- Umpires: HP - Fieldin Culbreth, 1B - Tom Hallion, 2B - Jeff Kellogg, 3B - Tim Tschida

| Equipo                                                                                           | 1 | 2 | 3 | 4 | 5 | 6 | 7 | 8 | 9 | C | H | E |
| ------------------------------------------------------------------------------------------------ | - | - | - | - | - | - | - | - | - | - | - | - |
| Tampa Bay                                                                                        | 0 | 1 | 0 | 0 | 0 | 0 | 2 | 1 | 0 | 4 | 6 | 0 |
| Philadelphia                                                                                     | 1 | 1 | 0 | 0 | 0 | 2 | 0 | 0 | 1 | 5 | 7 | 1 |
| G: J. C. Romero (1–0) P: J.P. Howell (0–1) HR: Carlos Ruiz (1), Chase Utley (2), Ryan Howard (1) |   |   |   |   |   |   |   |   |   |   |   |   |

Los lanzadores abridores de los equipos fueron Jamie Moyer (segundo pitcher de más edad en jugar una Serie Mundial) por Philadelphia, de 45 años, y Matt Garza, por Tampa Bay, de 24 años. Los Phillies se fueron adelante en el marcador (1–0), en la primera entrada, con roletazo dentro del cuadro de Chase Utley impulsando a Jimmy Rollins que estaba en tercera base. Los Rays empataron en el siguiente episodio con elevado de sacrificio de Gabe Gross con Carl Crawford en la antesala. Esa misma entrada, el catcher de los Phillies, Carlos Ruiz, anotó un home run solitario para poner arriba a su equipo (2–1). Fue hasta la sexta entrada que los locales anotaron dos carreras consecutivas con cuadrangulares de Utley y Ryan Howard. Sin embargo, en la séptima, nuevamente Gross impulsó otra carrera para los Rays con roletazo en el infield con Crawford en tercera; también Dioner Navarro, en segunda base, pasó a la antesala. En ese momento el abridor Moyer (3 carreras limpias admitidas, 5 hits, 5 ponches) fue remplazado por Chad Durbin. Pero nuevamente los de Tampa Bay provocaron un roletazo dentro del cuadro de  Jason Bartlett empujando a Navarro para la tercera carrera de la visita. En esa misma entrada fue sustituido el lanzador de los Rays, Matt Garza (4 carreras, 6 hits, 7 ponches) por Chad Bradford. En la octava, la ofensiva de los Rays empató el marcador (4–4) con anotación de B.J. Upton por error del receptor Ruiz, que trató de parar el robo de tercera de Upton. Philadelphia logró acabar el juego a su favor con sencillo dentro del cuadro de Carlos Ruiz, con las bases llenas, anotando Eric Bruntlett. El encuentro comenzó con atraso de una hora y media debido a la lluvia.

### Juego 4
- Día: 26 de octubre
- Estadio: Citizens Bank Park
- Lugar: Philadelphia, Pensilvania
- Asistencia: 45.903

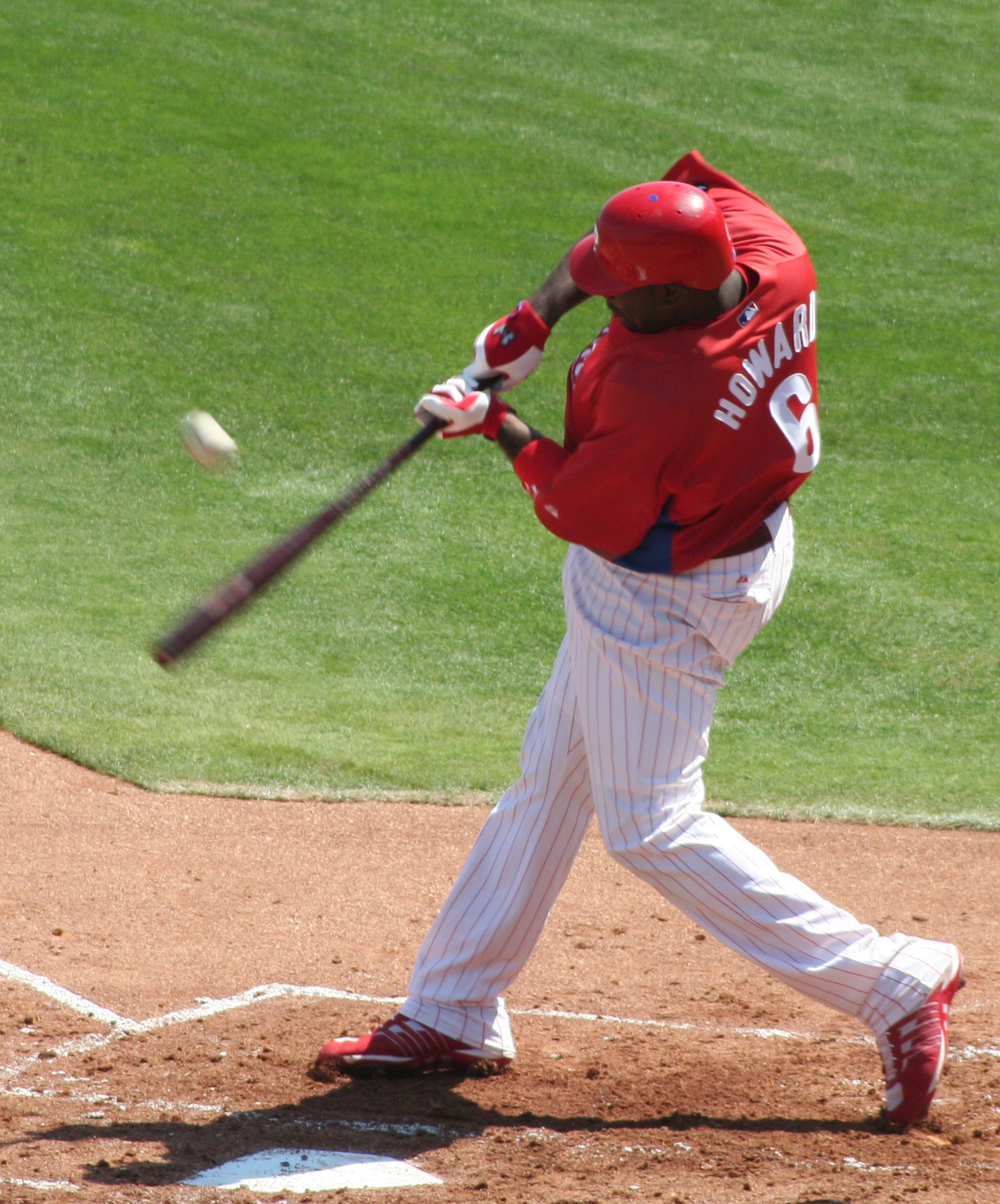
Ryan Howard.

- Umpires: HP - Tom Hallion, 1B - Jeff Kellogg, 2B - Tim Tschida, 3B - Tim Welke

| Equipo | 1 | 2 | 3 | 4 | 5 | 6 | 7 | 8 | 9 | C  | H  | E |
| --- | - | - | - | - | - | - | - | - | - | -- | -- | - |
| Tampa Bay | 0 | 0 | 0 | 1 | 1 | 0 | 0 | 0 | 0 | 2  | 5  | 2 |
| Philadelphia | 1 | 0 | 1 | 3 | 1 | 0 | 0 | 4 | x | 10 | 12 | 1 |
| G: Joe Blanton (1-0) P: Andy Sonnastine (0-1) HR: TB - Carl Crawford (2), Eric Hinske (1), PHI - Ryan Howard 2 (3) Joe Blanton (1) Jayson Werth (1) |   |   |   |   |   |   |   |   |   |    |    |   |

En la parte baja de la  entrada inicial los Phillies anotaron su primera carrera, con las bases llenas, por base por bolas otorgada a Pat Burrell. En la tercera entrada, la segunda anotación llegó por sencillo al jardín izquierdo de Pedro Feliz que impulsó a Chase Utley, anclado en tercera base. En el cuarto inning, los Rays acortaron distancia con cuadrangular solitario de Carl Crawford. En la parte baja del mismo episodio, los de Philadelphia montaron una ofensiva de tres carreras por un home run de Ryan Howard con dos hombres en base (J. Rollins y J. Werth). Tampa Bay anotó otro batazo de cuatro esquinas por medio de Eric Hinske para poner el marcador 2–5 en la parte alta del quinto inning. Esa misma entrada fue sustituido el lanzador abridor de los Rays,  Andy Sonnanstine (3 carreras limpias, 6 hits, 2 ponches), por Edwin Jackson. Sin embargo, otro cuadrangular provino del propio pitcher abridor de los Phillies, Joe Blanton (2 carreras, 4 hits, 7 ponches), quien fue relevado en el séptimo inning por Chad Durbin. Los locales agregaron más carreras en el octavo episodio por home run de Jayson Werth con Rollins en base, y otro de Howard con Utley en la primera almohadilla para poner el marcador final 10–2. J.C. Romero logró los últimos 3 outs para los Phillies que se adelantaron en la serie tres victorias por una derrota.

### Juego 5
- Día: 27 y 29 de octubre
- Estadio: Citizens Bank Park
- Lugar: Philadelphia, Pensilvania
- Asistencia: 45.940

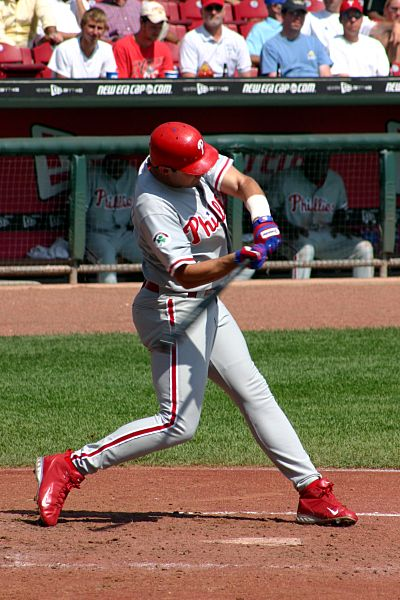
Pat Burrell.

- Umpires: HP - Jeff Kellogg, 1B - Tim Tschida, 2B - Tim Welke, 3B - Kerwin Danley

| Equipo                                                                             | 1 | 2 | 3 | 4 | 5 | 6 | 7 | 8 | 9 | C | H  | E |
| ---------------------------------------------------------------------------------- | - | - | - | - | - | - | - | - | - | - | -- | - |
| Tampa Bay                                                                          | 0 | 0 | 0 | 1 | 0 | 1 | 1 | 0 | 0 | 3 | 10 | 0 |
| Philadelphia                                                                       | 2 | 0 | 0 | 0 | 0 | 1 | 1 | 0 | x | 4 | 8  | 1 |
| G: J.C. Romero (2–0) P: J.P. Howell (0–2) S: Brad Lidge (2) HR: Rocco Baldelli (1) |   |   |   |   |   |   |   |   |   |   |    |   |

Philadelphia abrió el marcador en la parte baja del primer episodio (2–0) con sencillo de Shane  Victorino con las bases llenas, empujando a los corredores Jayson Werth y Chase Utley. Cole Hamels, abridor de los Phillies, contuvo la ofensiva de los Rays hasta la cuarta entrada, cuando Evan Longoria bateó sencillo impulsando a Carlos Peña ubicado en segunda base. En el quinto inning, Grant Balfour relevó al abridor de los Rays Scott Kazmir (2 carreras, 4 hits, 5 ponches). El siguiente episodio, la visita anotó la carrera del empate cuando Peña bateó hit sencillo para impulsar a B.J. Upton que se encontraba en segunda base. La mayor parte del encuentro se desarrolló bajo un clima desvaforable con lluvia y frío por lo que fue suspendido en la parte baja del sexto episodio. A pesar de que se esperaba su reanudación el siguiente día, las predicciones del tiempo fueron desfavorables y se postergó para el 29 de octubre. En la historia de la liga era la primera vez, en Series Mundiales, que un juego en desarrollo fue suspendido.
Una vez reanudado, en la parte baja del sexto episodio, Geoff Jenkins logró llegar a tercera base después de un doblete y un toque de sacrificio de Jimmy Rollins; Jayson Werth dio sencillo para empujar la tercera carrera. El siguiente inning, Ryan Madson relevó a Hamels (2 carreras, 5 hits, 3 ponches) en el montículo por Philadelphia; sin embargo, Rocco Baldelli anotó un cuadrangular para nivelar las acciones (3–3). Ese mismo episodio los locales lideraron el score cuando Pedro Feliz disparó un sencillo con Eric Bruntlett en tercera base; antes Pat Burrell había bateado un doblete al jardín central. En el episodio final entró Brad Lidge para salvar el encuentro y Philadephia ganó así su cuarto juego y la segunda Serie Mundial de su historia (la primera fue ganada en 1980).

## Jugador Más Valioso
| Jugador     | Equipo | L | J | JI | ERA  | G | P | S | JC | IL | H  | CL | BB | P |
| Cole Hamels | PHI    | N | 2 | 2  | 2.77 | 1 | 0 | 0 | 0  | 13 | 10 | 4  | 3  | 8 |

L: Liga J: Juegos JI: Juegos Iniciados ERA: Porcentaje de carreras limpias permitidas G: Juegos Ganados P: Juegos Perdidos S: Juegos Salvados JC: Juegos Completados IL: Innings Lanzados H: Hits CL: Carreras Limpias BB: Bases por Bolas P: Ponches

## Juegos suspendidos en la historia de las Series Mundiales
Hasta esta Serie Mundial, ningún juego había sido suspendido durante su desarrollo. Sí han ocurrido suspensiones por un día o más —cuarenta en total— antes de realizarse un encuentro, debido principalmente a la lluvia (29 veces). Precisamente la primera vez que esto acaeció, en la serie de 1903, fueron detenidos tres juegos. La mayor cantidad de días de espera (10) fue en el clásico de otoño de 1989 entre los Oakland Athletics y los San Francisco Giants debido al terremoto de Loma Prieta. Por ser postemporada, la decisión de aplazar un juego corresponde al  Comisionado de las Grandes Ligas (Bud Selig), quien para esta eventualidad se reunió con los General Managers y managers  de ambos clubes, junto al  Jefe de Campo del parque de pelota, para tomar una decisión adecuada. En algún momento se conjeturó acerca de si los Phillies serían proclamados campeones sin haber terminado el  partido, en caso de haber liderado en el marcador. Sin embargo, Selig dejó claro que esto no pasaría bajo su autoridad.